# Петрово поле (Хорватия)

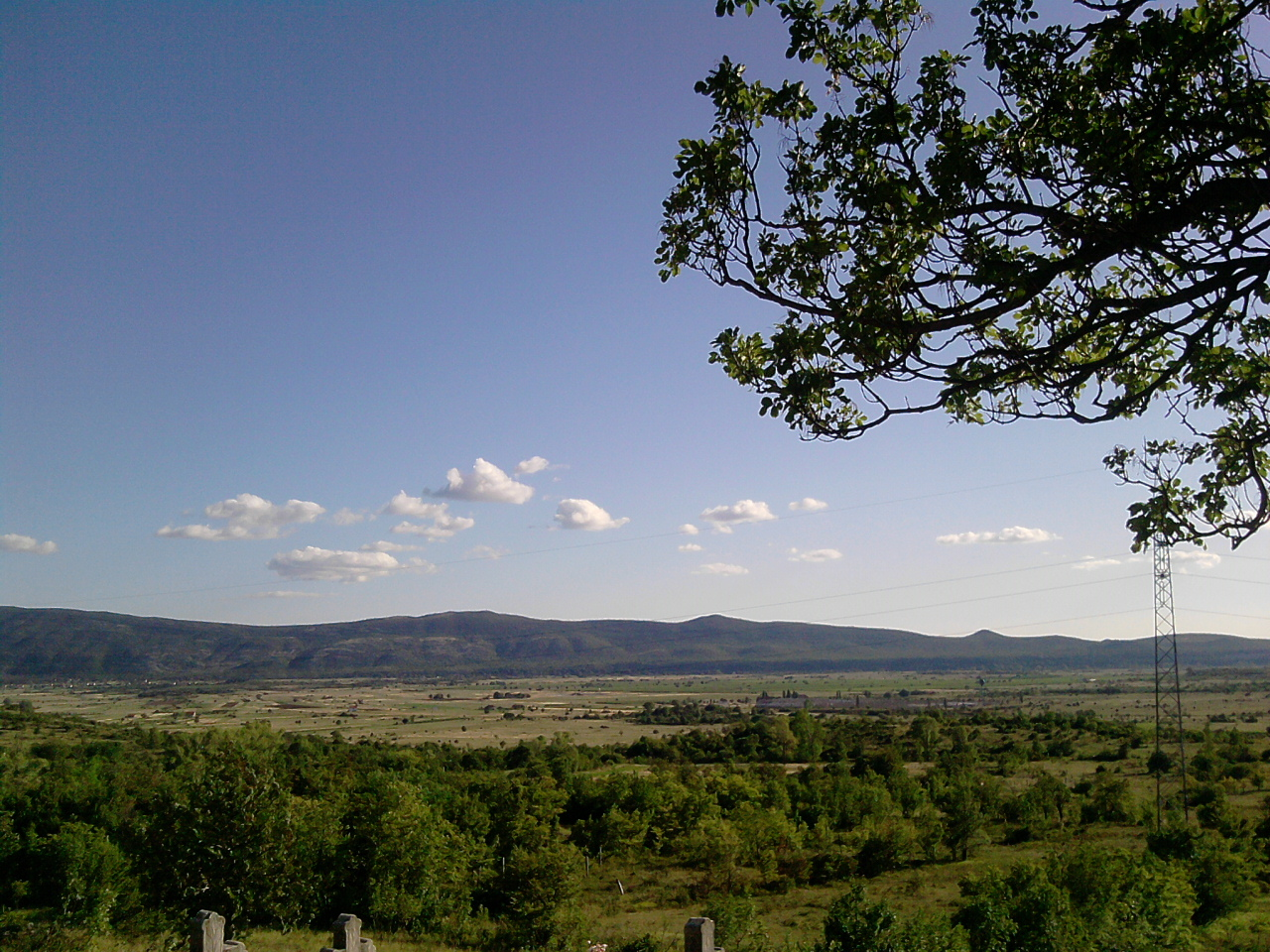
Петрово поле у Миочича.

Петрово поле окружено высокими горными массивами, горами Мосеч, Промина и Свилая.

## География
Река Чикола протекает через поле, канализированный ручей Мантовац и ряд небольших случайных рек, водотоков и мелиоративных каналов.
Город Дрниш расположен на западной окраине Петрово поля, между Мосечем и Проминой, через город протекает река Чикола и  культурными достопримечательностями. Район Петрова поля малонаселен, застройка разбросана. Населенные пункты представляют собой в основном небольшие деревушки, которые в административном отношении относятся к городу Дрниш . Сиверич — деревня, расположенная в северо-западной части Петрова поля, а Биочич, Парчич и Миочич — в северо-восточной части Петрова поля. На Петровом поле также появляется несколько промышленных предприятий.

## Культурные достопримечательности

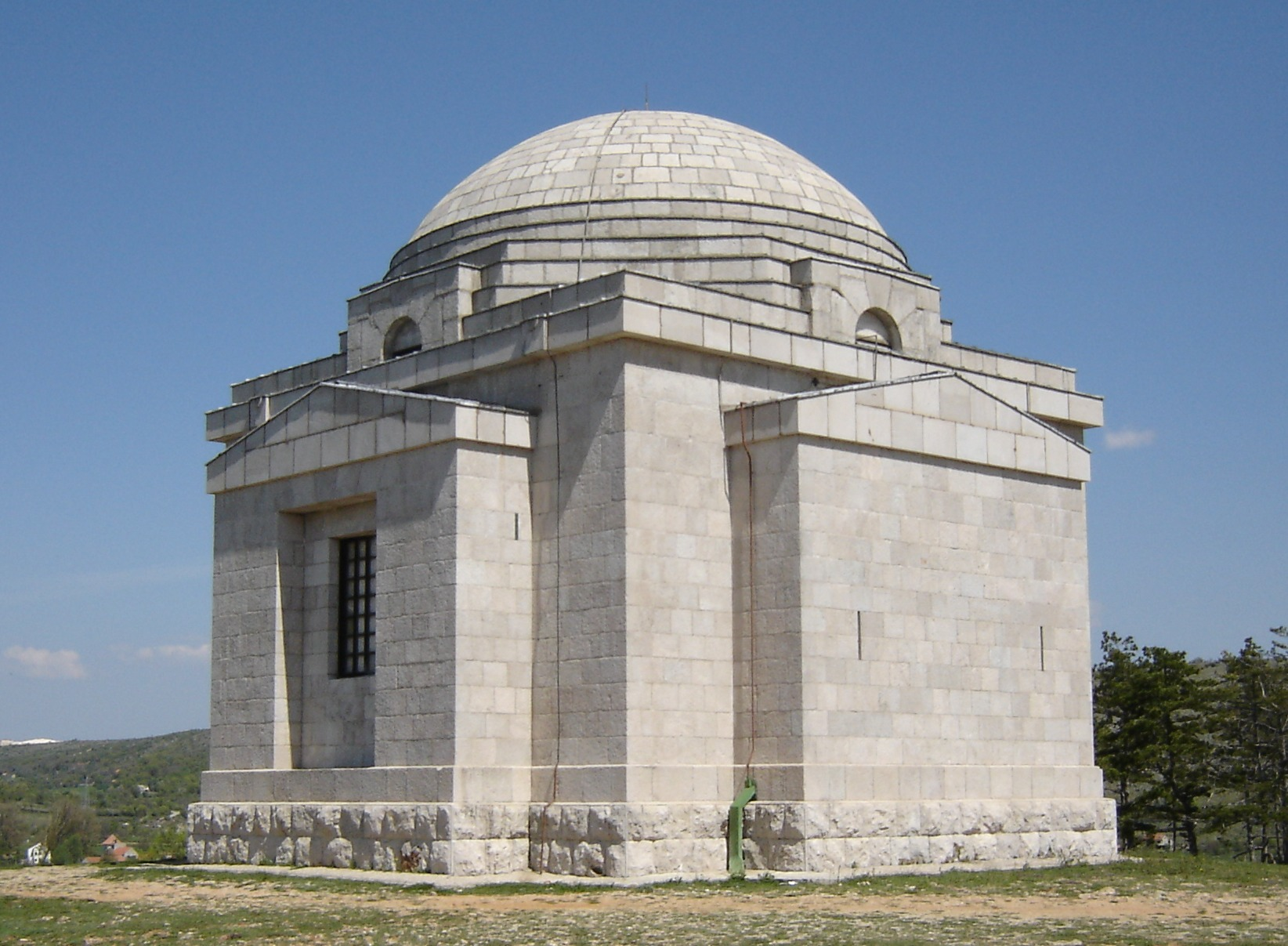
Мавзолей семьи Мештровичей.

Среди памятников выделяются местные церкви и мавзолей Ивана Мештровича в поселке Отавице .

## История
Благодаря удачному расположению и природным преимуществам для жизни человека Петрово поле было заселено с древних времен. Есть находки от доисторического периода и до всех более поздних периодов. В районе Петрова поля древние исторические источники и эпиграфические памятники зафиксировали названия нескольких населенных пунктов: Промона, Синодион (Синод) и Магнум Муниципиум. Через поле Петра проходила важная главная дорога римской провинции Далмация, которая была кратчайшей и наиболее функциональной связью между Салоной, административным и культурным центром этой провинции и с Паннонией.